# 그레이스 쿨리지

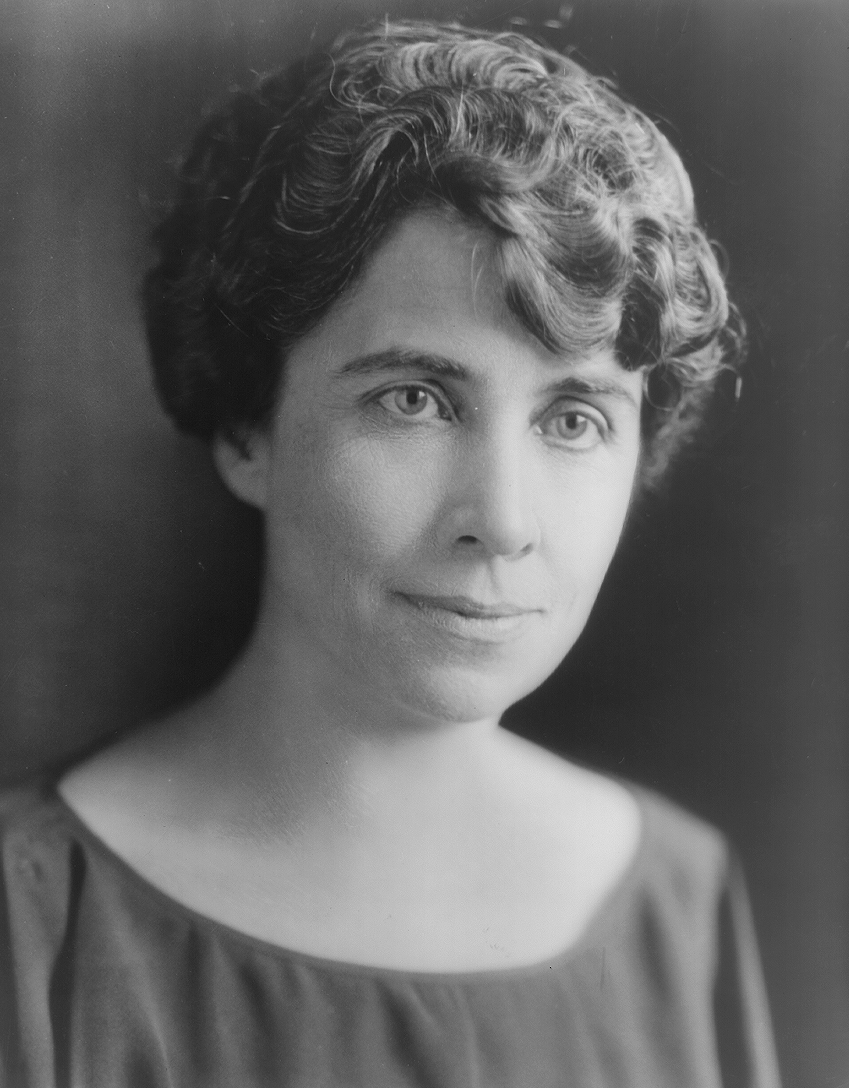
1924년 초상화

그레이스 쿨리지(Grace Coolidge, 본명: 그레이스 안나 쿨리지, Grace Anna Coolidge, 성씨는 Goodhue, 1879년 1월 3일 ~ 1957년 7월 8일)는 미국의 제30대 대통령 캘빈 쿨리지의 아내였다. 1923년부터 1929년까지 미국의 영부인이었고, 1921년부터 1923년까지 미국의 세컨드 레이디였다. 1902년에 버몬트 대학교에서 교육학 학사 학위를 취득하고 클라크 스쿨스 오브 히어링 앤드 스피치에 합류했다. 매사추세츠 주 노샘프턴에서는 청각 장애 아동에게 수화 대신 입술 읽기로 의사소통하는 방법을 가르치는 연설을 실시했다. 1904년에 캘빈 쿨리지를 만났고 두 사람은 이듬해 결혼했다.
남편이 정치 경력을 쌓으면서 쿨리지는 정치를 피했다. 캘빈 쿨리지가 1919년 매사추세츠 주지사로 선출되었을 때 그녀는 자녀들과 함께 노샘프턴(Northampton)의 집에 머물었다. 1920년 남편이 부통령으로 당선된 후 가족은 워싱턴 D.C.로 이주하여 윌라드 호텔에 거주했다. 쿨리지는 여성의 권리를 포함한 당시의 정치적 문제에 대해서는 언급하지 않았다. 대신 그녀는 적십자, 방문간호협회 등 대중적인 활동과 조직을 지원하는 데 헌신했다. 1924년 어린 10대 아들 캘빈이 패혈로 예상치 못한 죽음을 맞이한 후, 그녀는 국가의 동정을 얻었다. 개인적인 비극 이후 대중의 주목에서 거의 완전히 물러난 이전 영부인과 달리 쿨리지는 몇 달 후에 자신의 역할을 다시 시작했다.
1929년에 캘빈 쿨리지의 대통령 임기가 끝나고 부부는 노샘프턴(Northampton)으로 은퇴했다. 1933년 남편이 사망한 후에도 쿨리지는 청각 장애인을 위한 일을 계속했으며 여러 잡지에 글을 썼다. 그녀는 머서스버그 아카데미와 클라크 스쿨l의 이사회에서 활동했다. 제2차 세계 대전이 시작된 후 그레이스는 유럽에서 온 유대인 난민을 돕는 일을 전담하는 지역 노샘프턴 위원회에 합류하여 자신의 집을 WAVES에 빌려주었다. 1957년 그녀는 심혈관계 질환으로 사망했으며 버몬트주 플리머스에 남편과 아들 옆에 묻혔다.